# 第一代紐卡斯爾公爵威廉·卡文迪許

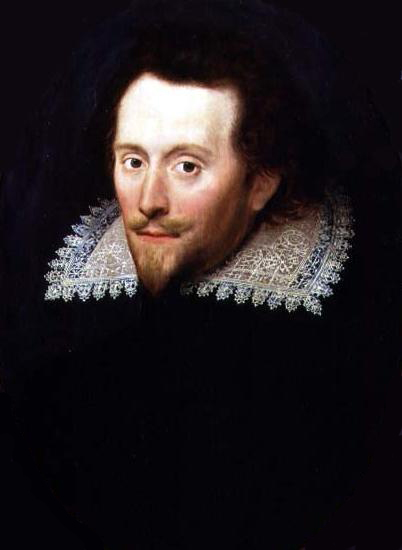

威廉·卡文迪許（英語：William Cavendish，1593年12月16日—1676年12月25日），第一代紐卡斯爾公爵，英國貴族，卡文迪許家族的成員。

## 家庭
1618年，威廉·卡文迪許和伊莉莎白·巴塞特（Elizabeth Bassett）結婚，兩人共有2子2女：
1. 珍（英语：Jane Cavendish）（1621年—1669年）
2. 查爾斯（英语：Charles Cavendish, Viscount Mansfield）（約1625年—1659年）
3. 伊莉莎白（英语：Elizabeth Cavendish, Countess of Bridgewater）（1626年—1663年）
4. 亨利（英语：Henry Cavendish, 2nd Duke of Newcastle）（1630年—1691年）